# St.-Annen-Kirchhof (Lübeck)

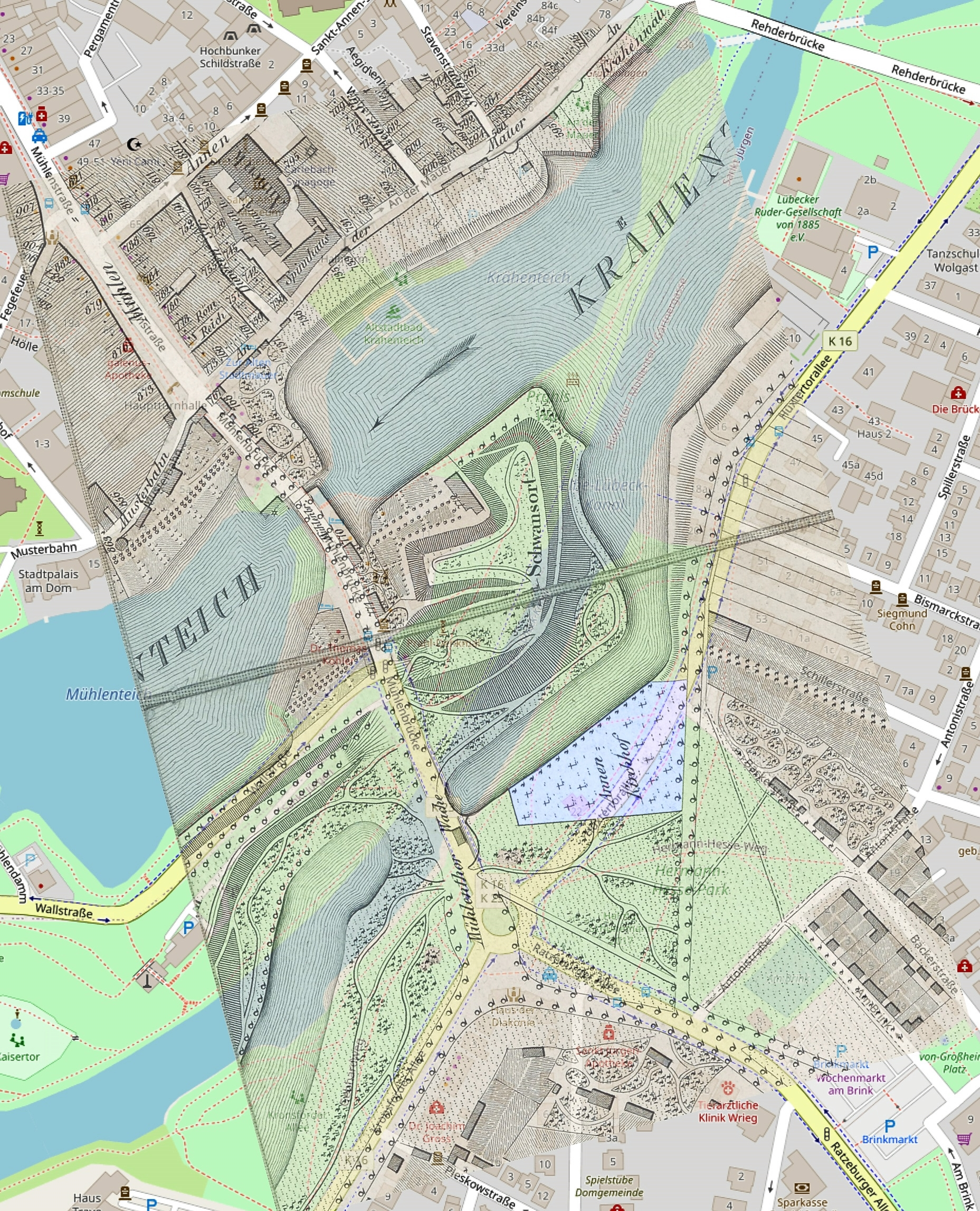
Die Lage des St.-Annen-Kirchhofs verdeutlicht durch einen Stadtplan von 1840, der halbtransparent über eine Karte von 2021 gelegt ist. Der Friedhof ist hellblau hervorgehoben.

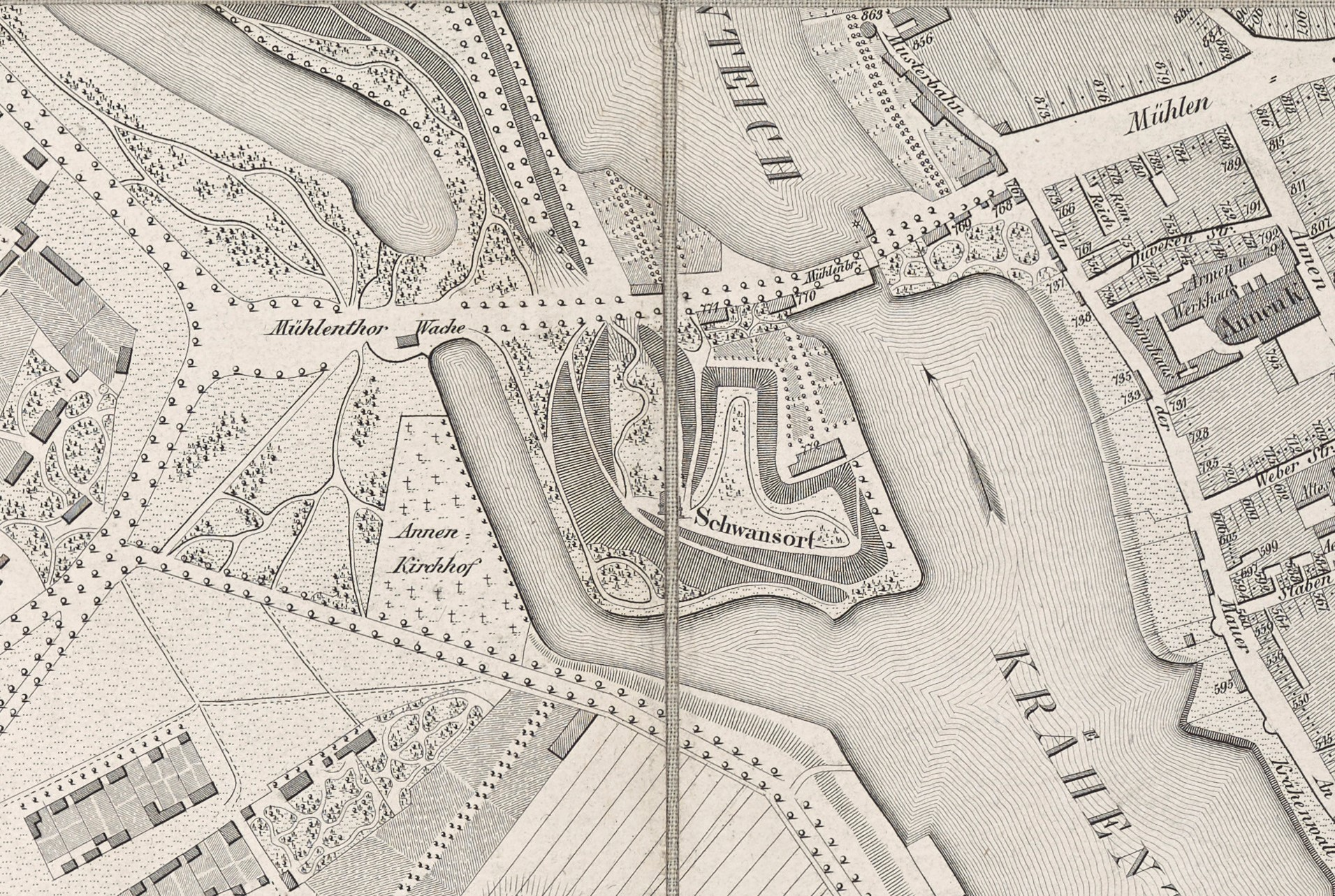
Die Lage des St.-Annen-Kirchhofs (1840)

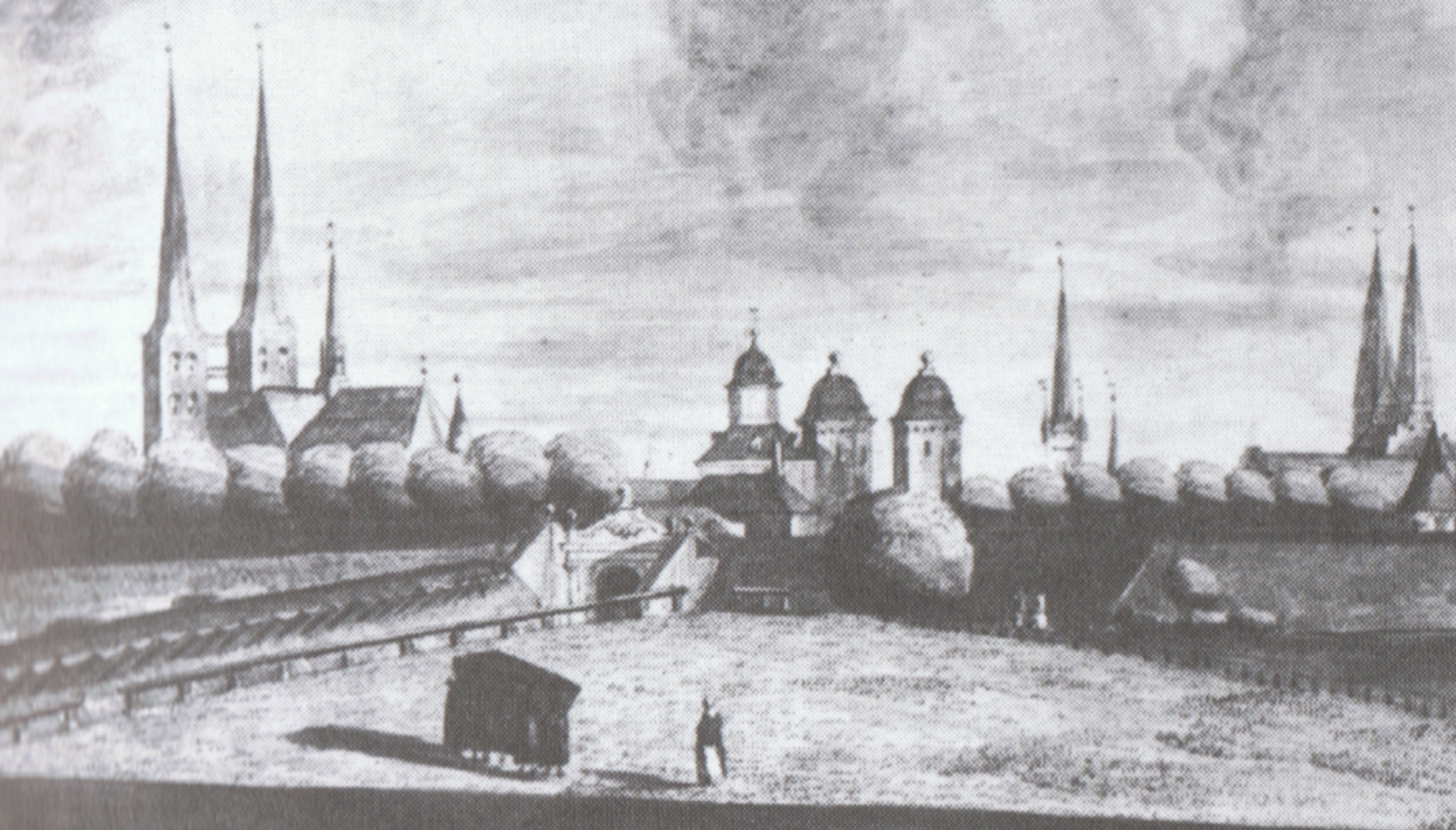
Im Vordergrund: Vor dem Mühlentor wird ein Sarg zum St.-Annen-Kirchhof getragen (um 1779)

Das 1808 errichtete Tor des St.-Annen-Kirchhofs (1904)

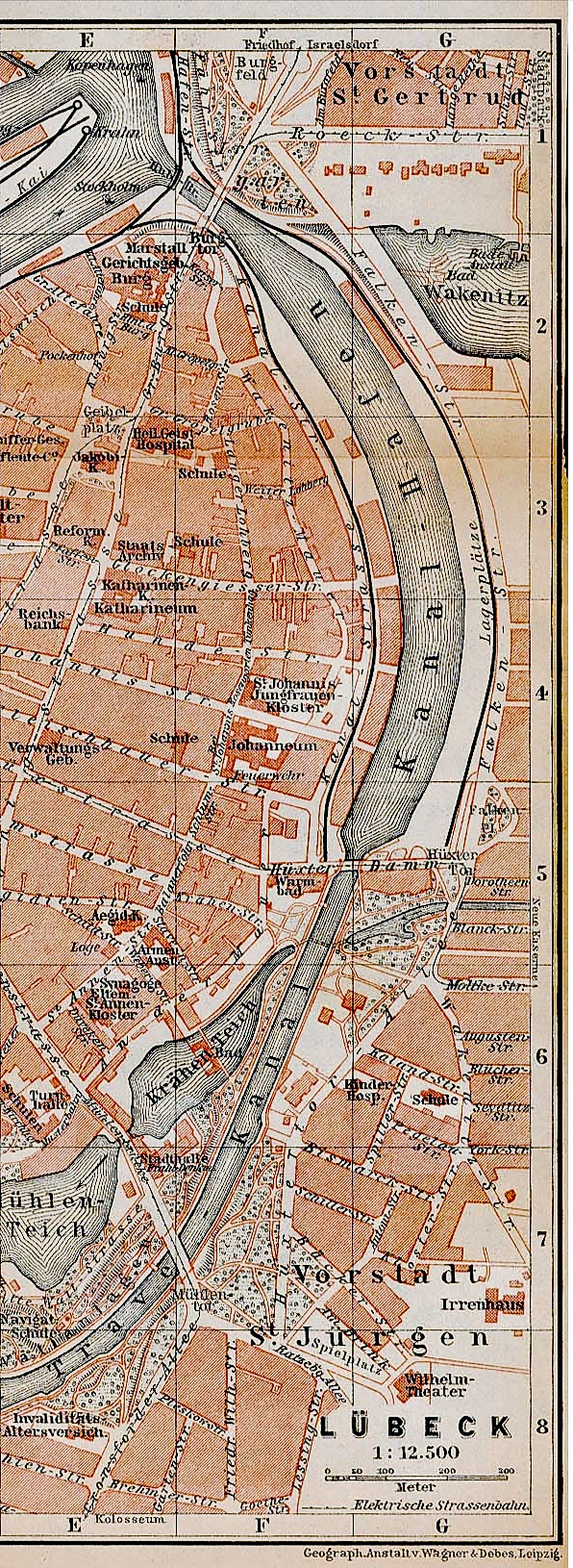
Situation nach dem Kanalbau (um 1910) und vor Verlegung der Hüxtertorallee (1952)

Der St.-Annen-Kirchhof war ein Lübecker Friedhof.

## Lage
Der St.-Annen-Kirchhof befand sich südlich außerhalb der Stadtinsel vor dem Mühlentor im heutigen Stadtteil St. Jürgen. Bei einer Länge von 120 Metern hatte er eine Fläche von etwa 8000 Quadratmetern. Über sein einstiges Gelände verläuft zwischen Mühlentorplatz und Bismarckstraße die Hüxtertorallee. Seine übrige frühere Fläche wird von Grünanlagen eingenommen.

## Geschichte
Am 12. Juni 1639 überließ der Lübecker Rat das in städtischem Eigentum befindliche Grundstück vor dem Mühlentor dem Armenhaus im St.-Annen-Kloster als Friedhof für die Insassen. Darüber hinaus wurden dort unentgeltlich auch Verstorbene beigesetzt, die nicht zu den Armenhausbewohnern zählten, deren Familien aber nachweisen konnten, dass ihnen die Mittel für ein Begräbnis fehlten. Für die Durchführung der Beerdigungen waren die Prachervögte des St.-Annen-Klosters zuständig. Die Gräber waren dabei so tief auszuheben, dass die Särge mindestens in drei Lagen übereinander gestapelt werden konnten. Die Grabstellen mit Grassoden zu bedecken, war untersagt.
Neben den Lübecker Armen hatten auch die für das St.-Annen-Kloster tätigen Beamten einschließlich des Arztes und der Lehrer Anrecht auf ein Grab auf dem Friedhof. Ausschließlich diese Grabstellen waren durch Grabsteine kenntlich gemacht, während die Armengräber unmarkiert blieben.
1808 wurde der St.-Annen-Kirchhof erweitert und erhielt dabei auch ein steinernes Eingangstor in klassizistischem Stil, nachdem er bis dahin keinerlei Bauten aufgewiesen hatte. 1832 trat zur Seuchenprävention ein Verbot von Beisetzungen auf den Kirchhöfen der Innenstadt in Kraft; der außerhalb gelegene St.-Annen-Kirchhof war hiervon jedoch nicht betroffen, hier endeten die Begräbnisse erst 1868.
Beim Bau des Elbe-Lübeck-Kanals wurde 1895–1896 der alte Stadtgraben, der den St.-Annen-Kirchhof nach Norden hin begrenzte, zugeschüttet und der Friedhof selber mit Aushub vom Kanalbau zum Teil überformt. Anschließend wurde er von 1896 bis 1899 landschaftsbaulich gestaltet, so dass er fortan eine von Wegen durchzogene Parkanlage bildete. Nur das Eingangstor und einige verbliebene Grabsteine erinnerten noch an die einstige Nutzung.
1952 wurde der Mühlentorplatz zu einem Kreisverkehr umgestaltet, wobei auch eine Verlegung der bis dahin am Südrand des alten Friedhofsgeländes verlaufenden Hüxtertorallee erforderlich wurde; die Straße verlief fortan quer über das Gelände. Durch die erheblichen Eingriffe verschwanden auch die letzten Hinweise auf den St.-Annen-Kirchhof. Die wenigen noch vorhandenen Grabsteine wurden beseitigt, und das Tor von 1808, das eigentlich erhalten bleiben sollte, wurde durch einen während der Bauarbeiten gefällten Baum versehentlich zerstört.
Der Teil südlich des heutigen Verlaufs der Hüxtertorallee bildet mit dem durch eine parallele Lindenreihe erkennbaren alten Verlauf der Straße und einer weiteren Fläche südlich davon heute den Hermann-Hesse-Park. Hermann Hesses Lübecker Ururgroßvater Lorentz Michael Hesse (1726–1764) starb arm und wurde wohl auf dem Kirchhof begraben.
Im Februar und März 2023 wurden bei Kanalbauarbeiten in der Hüxtertorallee Gräber des St.-Annen-Kirchhofs entdeckt. Bis Anfang August 2023 wurden im Baustellenbereich 195 Bestattungen registriert und von städtischen Archäologen untersucht. Es handelte sich um einzelne Bestattungen in vielfach noch nachweisbaren Holzsärgen, die jedoch in größeren Gruben und mindestens einem Graben beigesetzt worden waren.

## Gesamtzahl der Bestattungen
1822 ging aus den Begräbnisunterlagen hervor, dass seit Einrichtung des St.-Annen-Kirchhofs dort durchschnittlich 200 Beisetzungen pro Jahr stattgefunden hatten, wobei Schwankungen möglich waren. So erfolgten während der Lübecker Franzosenzeit nach 1806, als die Armut unter der Bevölkerung zunahm, bis zu 400 Armenbegräbnisse jährlich und 1814 waren es sogar 1278, weil zahlreiche von der französischen Besatzungsmacht vertriebene Hamburger mittellos in Lübeck starben. Insgesamt dürften während der 229 Jahre, die der St.-Annen-Kirchhof in Benutzung war, über 50.000 Tote dort beerdigt worden sein.